# Gruvpiga
En gruvpiga var före 1900-talet en gruvarbetare av kvinnligt kön.
Gruvpigorna omnämns första gången i slutet av 1600-talet vid gruvan i Nora. De var ofta gifta med de manliga gruvarbetarna, och det tycks ha varit vanligt att gruvarbetarhustrurna deltog i makens arbete. Det fanns dock även ogifta gruvpigor. Gruvpigornas arbetade främst med borrningar, med att krossa järnmalmen och transportera bort den. I början av 1800-talet var gruvpigorna ofta fler än de manliga arbetarna. På 1850-talet hade de dock snabbt minskat i antal. År 1900 blev det förbjudet att anställa kvinnor i gruvor.
Kvinnor var även verksamma som smeder vid gruvorna, där de ännu under 1700-talet hade tillstånd att överta döda makars smedjor.  De gjorde verktyg och annat användbart till gruvorna.